# Сражение под Гроховиско
Сражение под Гроховиско — сражение произошедшее 6 (18) марта 1863 года между русскими войсками и польскими повстанцами во время восстания 1863 года. Решающее сражение «кампании Лангевича».

## Ситуация перед боем
После поражения при Малогоще 12 (24) февраля), части отряда генерала Лангевича, в спешке отступили на юг, преследуемые, направленными на их разгром отрядами регулярных войск из Олькуша, Вольброма и Мехова. 19 февраля (3 марта) польские конные авангарды, без боя заняли замок «Пескова-Скала». Вскоре туда прибыл и сам Лангевич, Однако уже в ночь на 20 февраля (4 марта) мятежники были выбиты оттуда. Отступив на 4 км юго-восточнее, они разгромили на следующий день 21 февраля (5 марта) отряд регулярных войск, прибывший к Скале из Мехова.
Затем, прорвав окружение русских, силы Лангевича перешли еще юго-восточнее, в Меховский уезд и расположилась у села Гоща всего в 8 верстах от австрийской границы. Нетревожимые несколько дней русскими, повстанцы успели значительно усилиться волонтёрами из Галиции. К концу февраля в лагере у Лангевича собралось более 3 тысяч человек. Мятежные силы приняли название корпуса: 2 пехотных полка, по 3 батальона в каждом (батальон в 100—120 стрелков и 130—140 косиньеров); кроме того — особый полк зуавов, вооружённых бельгийскими штуцерами, под начальством француза Рошбрюна; в 2-х кавалерийских полках числилось до 400 коней.
26 февраля (10 марта) Лангевич провозгласил себя диктатором.
На следующий день он назначил командующим своими «вооруженными силами» повстанческого полковника Антония Езёранского, присвоив ему звание генерала. Однако Езёранский выступил против диктатуры Лангевича, и в результате возникшего между ними конфликта, увел свой отряд из нескольких сотен мятежников в Австрийскую империю, ослабив силы Лангевича.
Получив известие, что русские готовятся атаковать Гощу, повстанцы выступили оттуда на север, 1 (13) марта, намереваясь вторгнуться в Келецкий или Стопницкий уезд (ныне Калецкий и Бусийский повяты Свентокшиское воеводство, Польша).
Из Мехува были высланы наблюдательные отряды: майора Бентковского (4 роты, 25 казаков) — в местечко Вельки-Ксионж, и майора Яблонского (3 роты, сотня казаков, 60 объездчиков, 2 орудия) — в местечко Дялошице, а из Кельце 4 (16) марта выступил отряд полковника Ченгеры (4 роты, 2 эскадрона драгун, полсотни казаков, 4 орудия).
Следуя сперва наперерез, а потом по пятам противника, Ченгеры 5 (17) марта нагнал колонну мятежников, уходивших из деревни Хробжа. В ожидании прибытия пехоты, артиллерия открыла огонь, пытаясь навязать полякам бой. Однако те, бросив часть обоза, стали отступать к деревне Воля Загойска. Темнота вынудила прекратить обстрел.

## Бой
На утро 6 (18 марта) 1863 года выяснилось, что основные силы Лангевича закрепились в густом лесу, к северо-западу от местечка Буско-Здруй.
Только обозы, под прикрытием небольших групп мятежников, потянулись к городу Стопница и местечку Вислица.
Выдвинув для преследования обозов особый отряд (2 роты, эскадрон драгун) подполковника Сорнева, Ченгеры двинулся к Буско-Здрую. Бентковский (3 роты, полэскадрона драгун, 20 казаков), прибывший ночью, был направлен на южную сторону леса, к деревне Богуцице, а встреченный здесь отряд Яболнского принял на себя организацию атаки леса с запада, но ограничил свои действия 2 орудийными выстрелами, не решившись ввязываться в лесистой местности в бой с использованием артиллерии.
Между тем, Ченгеры (2 роты, эскадрон, 4 орудия), пройдя Буско-Здруй, направился на северную сторону леса. Около 16:00, он подошел к деревне Галлюв, где получил донесение Бентковского о начале атаки с юга; услышав же выстрелы, приказал своему отряду двинуться к лесу.
Подойдя к опушке, 3 орудия открыли огонь. Мятежники открыли ответный огонь из ружей. Перестрелка шла около получаса. Сумерки, поваливший густой снег и опасение, что отряд Бентковского попадет под свою же картечь, заставили Ченгерого отвести свой отряд к деревне Галлюв. Мятежники пытались преследовать их, но были остановлены картечью, и понеся значительные потери вынуждены вернуться на свои позиции.
Бентковский все же вступив в лес, около 17:00, почти беспрепятственно дошёл до деревни Гроховиско, но здесь попал в организованную мятежниками засаду, и был окружён колоннами стрелков и косиньеров. После рукопашной схватки, он с трудом прорвал окружение мятежников и, в спешке покинув лес на его северной стороне, расположился на ночлег в Галлюве.
В сумерки началась перестрелка в юго-восточной части леса. Отряд майора Загряжского (2 роты, эскадрон драгун), занимавший Стопницу, узнав о прибытии повстанцев в Гроховисковский лес и о движении к нему Ченгеры, прибыл в Буско-Здруй в то время, когда на северной стороне леса уже начинался бой.
Не зная общего положения дела, Загряжский решил идти на выручку, надеясь внезапно появиться в тылу мятежников. Оставив в Буско-Здруе обоз под прикрытием 1 роты, с другой и эскадроном он двинулся к опушке леса.
Были уже около 20:00, когда рота в рассыпном строе вошла в лес. Вскоре она наткнулась на многократно превосходящих их по числу все силы Лангевича.
Середина цепи, собравшись в кучки, отчаянно отбивалась, но была подавлена. Ротный командир штабс-капитан Керавнов и 9 рядовых были убиты, 17 рядовых и раненый офицер захвачены в плен. Фланги цепи спасаясь беспорядочным бегством, все же успели выбраться из леса и присоединились к ближайшим отрядам регулярных войск.
Драгуны, следуя вдоль опушки, не могли прийти на помощь пехоте из-за густых зарослей и труднопроходимой лесной местности.

## Последствия
Мятежники провели ночь в деревне Велич. На рассвете 7 (19) марта, они отступили к Вислице, переправилась через Ниду и сожгли за собой мост.
Большая часть мятежников успела в Опатовце уйти за Вислу, вместе с ними был и Лангевич, который уже 8 (20) марта был арестован австрийцами. Другая, меньшая часть, общим числом до 800 человек возглавляемая повстанческим генералом Юзефом Смичевским двинулась вдоль реки, через местечки Кошице и Нове-Бржеско, к сухопутной границе.
В тот же день русские, пройдя Гроховисковский лес по всем направлениям, соединились к вечеру в деревне Велеч. 8 (20 марта) и 9 (21 марта), они преследовали мятежников и почти нагнали их на австрийской границе, в лесу у деревни Чернихово, но самопожертвование 50 мятежников под Иголомью, задержало продвижение регулярных войск. Бросив оружие, основной части повстанцев удалось скрыться от преследования и перейти границу. Тем не менее отряд числом до 300 человек под командованием подполковника Дионисия Чаховского ушел в Свентокшистские горы, где продолжил вооруженную больбу до ноября 1863 года.

## Потери
Потери русских войск с 5 (17) по 10 (22) марта с учетом потерь в битве составили: 15 убитых, в том числе один офицер и 47 раненых, в том числе 2 офицера. Кроме того 17 солдат и один офицер регулярных войск попали к мятежникам в плен. 
Потери мятежников как по польским так и по русским данным составили не менее 300 человек.